# Digitaria wallichiana
Digitaria wallichiana är en gräsart som först beskrevs av Ernst Gottlieb von Steudel, och fick sitt nu gällande namn av Otto Stapf. Digitaria wallichiana ingår i släktet fingerhirser, och familjen gräs. Utöver nominatformen finns också underarten D. w. remota.